# Cornelis Troost
Cornelis Troost (8. října 1697 Amsterodam – 7. března 1750 Amsterodam), byl nizozemský herec a malíř z 18. století.

## Život a dílo
Troost byl vychováván jako herec a oženil se s herečkou Susanna Maria van der Duyn. Poté se stal žákem malíře Arnolda Boonena a v roce 1723 se vzdal kariéry herce a přiklonil se k malířství.
Jeho žáky byli Jacobus Buys, Noël Challe, Pieter Tanjé a jeho vlastní dcera Sara Troost. Měl pět dcer a všechny vychovával k umění, ale pouze Sara měla díla, která byla ryta dalšími umělci. Sara se vdala za malíře Jacoba Ploos van Amstela a další dcera Elisabeth si vzala jeho bratra, amsterodamského malíře Cornelise Ploos van Amstela.

## Galerie

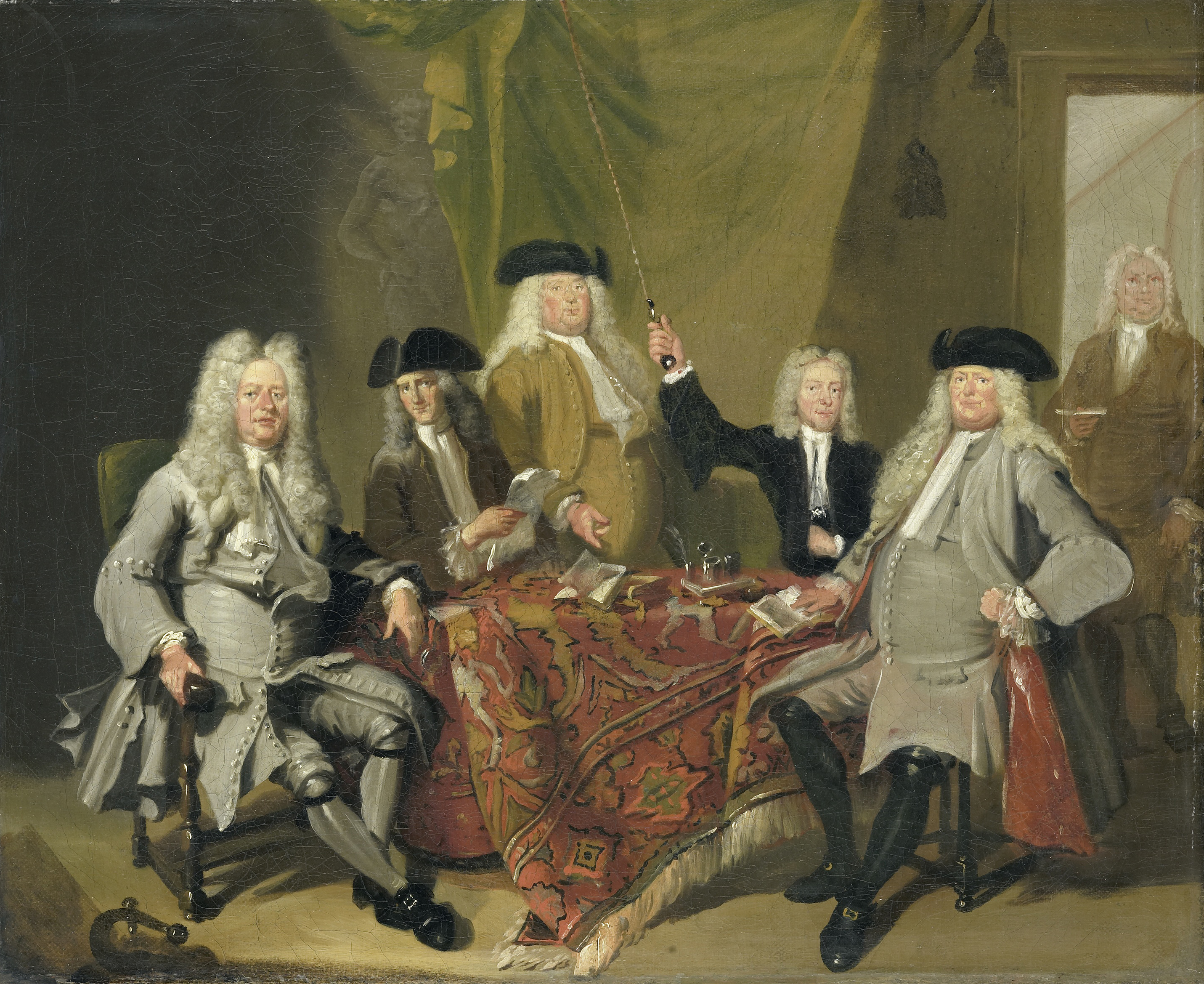
Skupinový portrét inspektorů Medical College v Amsterdamu, 1724
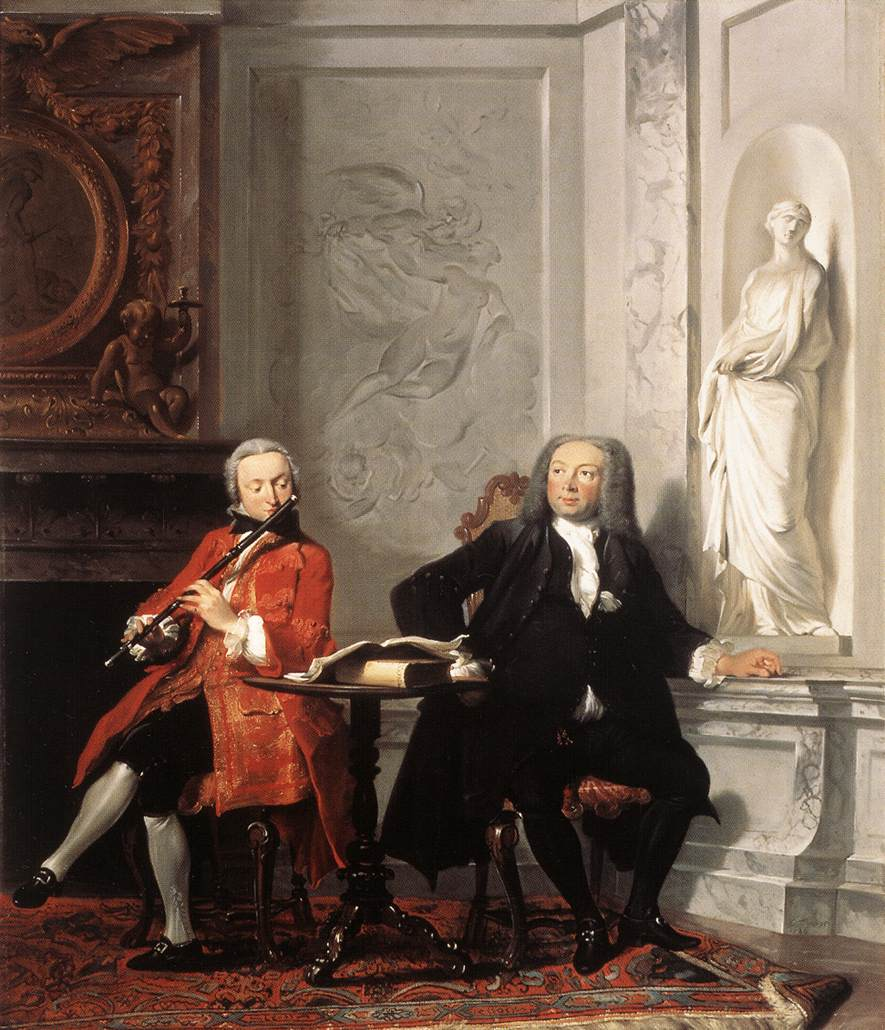
Jeronimus Tonneman a jeho syn, 1736, olej na plátně, Irská národní galerie, Dublin, Irsko
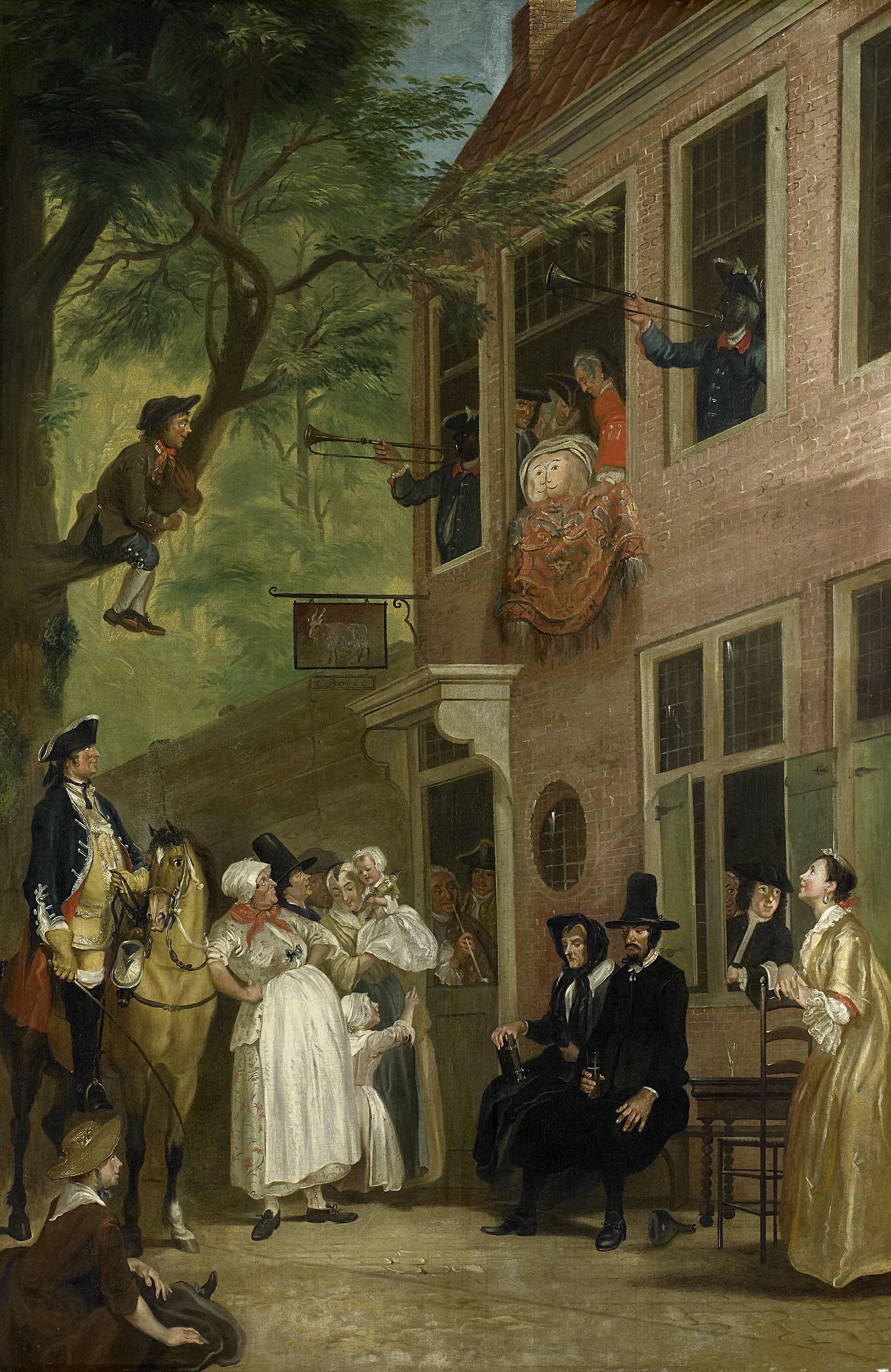
De misleyden (asi 1720-1750), Rijksmuseum
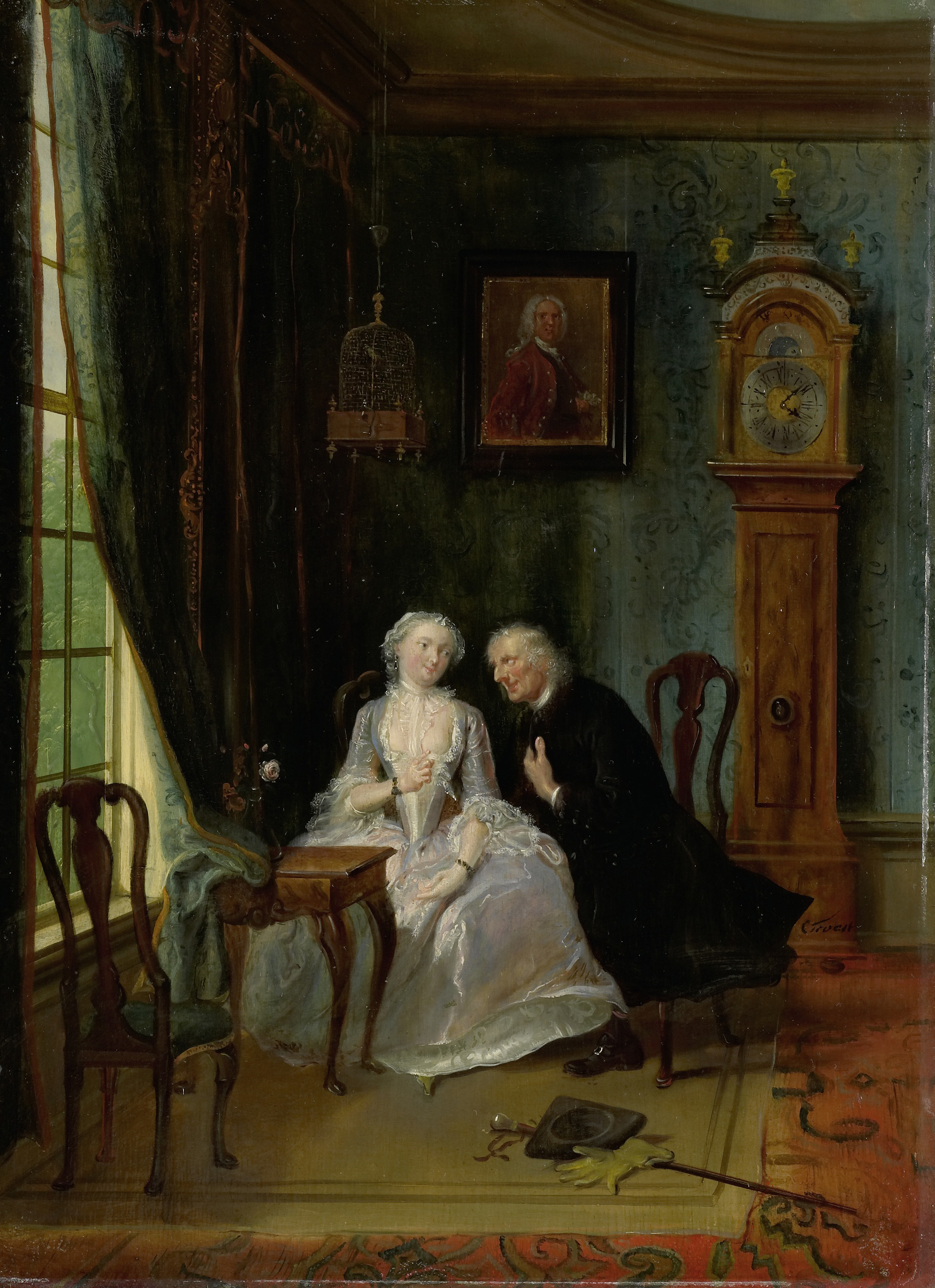
De wanhebbelijke liefde (asi 1720-50), Rijksmuseum

## Veřejné kolekce
Seznam institucí, které drží díla Cornelia Troosta:
- Amsterdam Museum, Holandsko
- Mauritshuis, Haag, Holandsko
- Museum Boijmans Van Beuningen, Rotterdam, Holandsko
- Museum de Fundatie, Zwolle, Holandsko
- Rijksmuseum Amsterdam, Holandsko